# Natuurpark Boven-Sûre

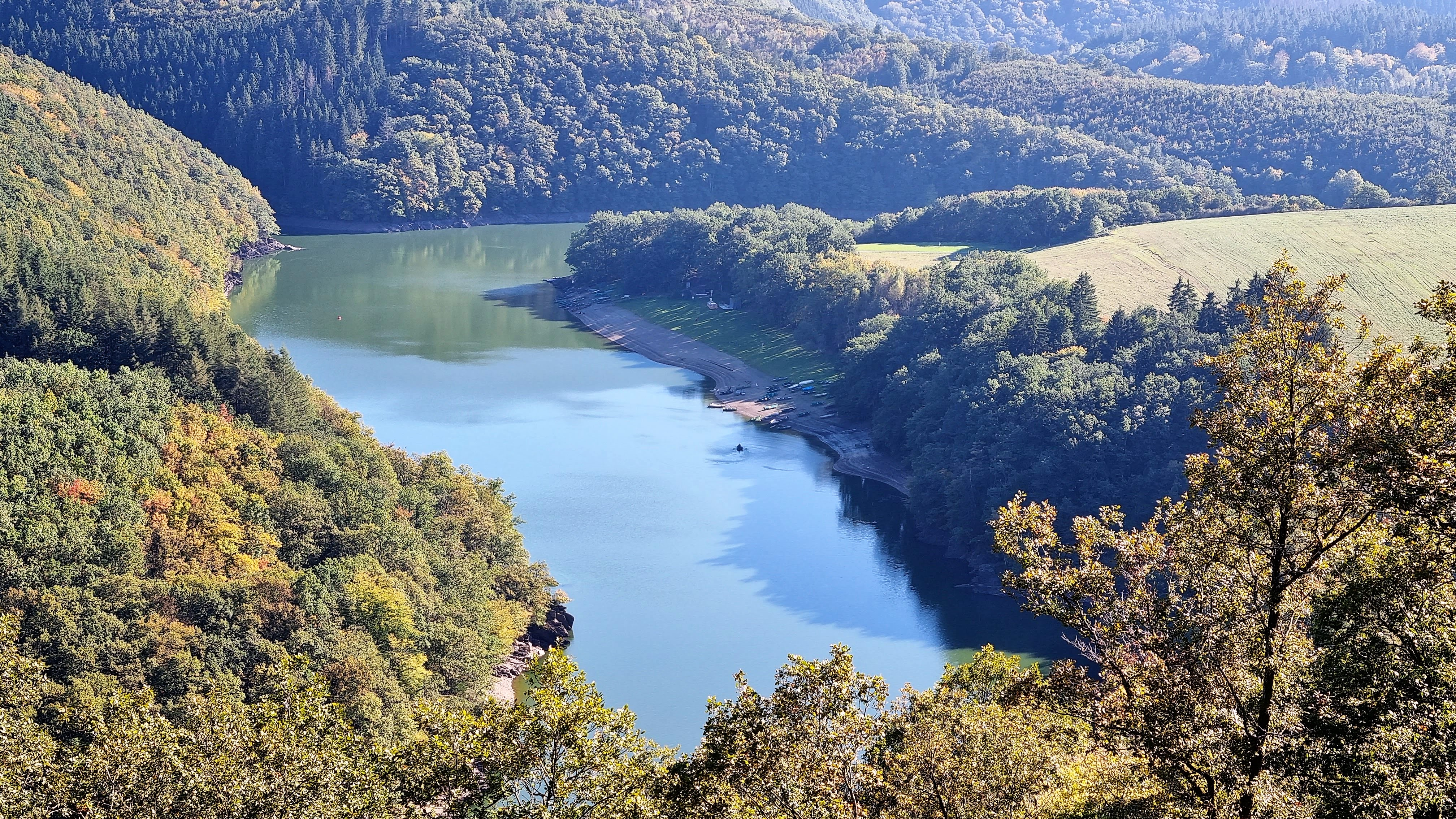
Natuurpark Boven-Sûre

Natuurpark Boven-Sûre (Frans: Parc naturel de la Haute-Sûre, Luxemburgs: Naturpark Öewersauer, Duits: Naturpark Obersauer) is een natuurpark in de Ardennen in het Groothertogdom Luxemburg. Het park in de Eislek werd opgericht in 1999 en is 201 vierkante kilometer groot. Het grenst aan het Belgische Natuurpark Boven-Sûre Woud van Anlier. Het omvat het stuwmeer van de Boven-Sûre en bossen in de gemeenten Boulaide, Esch-sur-Sûre, Wiltz, Winseler, Lac de la Haute-Sûre.